# Stormarn
Stormarn és un districte a l'estat federal alemany de Slesvig-Holstein (Alemanya). El districte pertany a l'àrea metropolitana d'Hamburg i té com a capital la ciutat de Bad Oldesloe.

## Geografia
El districte es troba al sud-est de Slesvig-Holstein. Les fronteres són Hamburg, els districtes de Segeberg, Ostholstein, la ciutat de Lübeck, i el ducat de Lauenburg. Els rius principals són l'Alster, Wandse, Trave, Norderbeste i Steinbek.

## Història
El Districte va crear-se amb la reforma administrativa prussiana del 1867. Wandsbek va ser-ne la primera capital. El nom prové de l'antic gau saxó i més tard comtat de Stormarn. El territori actual correspon parcialment a l'antic comtat. La frontera oriental amb Lauenburg segeix més o menys l'antiga frontera entre saxons i wends.
Després de la llei de l'àrea metropolitana d'Hamburg del 1937 la ciutat d'Hambug va cedir Grosshansdorf i Schmalenbek a Stormarn, mentrestant els nuclis stormarnencs Bergstedt, Billstedt, Bramfeld, Duvenstedt, Hummelsbüttel, Lemsahl-Mellingstedt, Lohbrügge, Poppenbüttel, Rahlstedt, Sasel, Steilshoop i Wellingsbüttel i la ciutat de Wandsbek passaren a Hamburg. Quan a l'1 de gener de 1970 la ciutat nova de Norderstedt va crear-se, Stormarn va perdre els nuclis de Harksheide i Garstedt que passaren al districte de Segeberg.

## Economia
El districte era principalment rural i l'activitat econòmica principal era l'agricultura i la transformació de productes agroalimentàries. Després de la segona guerra mundial, els municipis a la frontera amb els metròpolis d'Hamburg al sud-ovest i Lübeck al nord van conèixer una industrialització i un augment considerable de la poblacio: el solari i els loguers hi són molt menys cars. De 1973 al 2011 la poblacio va créixer de 65.000 habitants. La ciutat d'Ahrenburg està connectada a la xarxa del metro d'Hamburg per la línia U1 i un projecte de desdoblar el ferrocarril cap a Bad Oldesloe per crear una línia S4 està en estudi.

## Escut

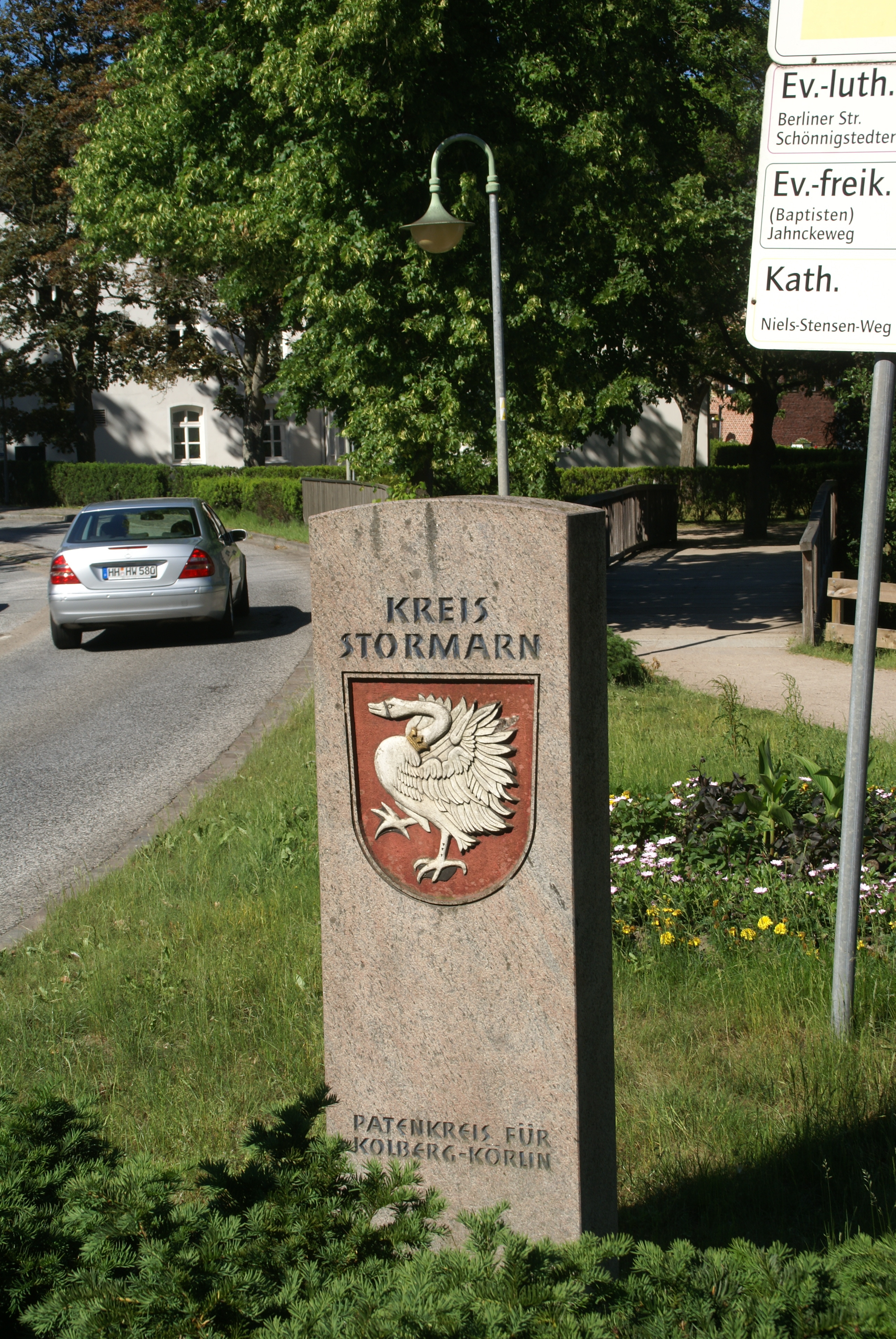
Fita de Stormarn a l'entrada de Reinbek

“Un cigne vermell, anant a la dreta en posició de lluita amb les ales elevades i una corona d'or al coll.” El cigne va aparèixer per a la primera vegada al segle XV al segell de Joan I de Dinamarca, al moment quan van reunir-se Stormarn, Dithmarschen i el comtat de Holstein al ducat d'Holstein. Fat temps que l'escut solia ésser utilitzat inoficialment, abans la seva autorització oficial al 27 de març de 1947. La posició de combat del cigne s'explicaria per a l'etimologia popular de Stormarn, amb el verb baix alemany stormen (alemany sturmen) que significa atacar, combatre.

## Subdivisió administrativa[2]
| Ciutats independents                                                          | municipis independents                                    |
| ----------------------------------------------------------------------------- | --------------------------------------------------------- |
| 1. Ahrensburg 2. Bad Oldesloe 3. Bargteheide 4. Glinde 5. Reinbek 6. Reinfeld | 1. Ammersbek 2. Barsbüttel 3. Großhansdorf 4. Oststeinbek |

| Amts | Amts | Amts |
| --- | --- | --- |
| - 1. Bad Oldesloe-Land seu administrativa: Bad Oldesloe 1. Grabau 2. Lasbek 3. Meddewade 4. Neritz 5. Pölitz 6. Rethwisch 7. Rümpel 8. Steinburg 9. Travenbrück - 2. Bargteheide-Land seu administrativa: Bargteheide 1. Bargfeld-Stegen 2. Delingsdorf 3. Elmenhorst 4. Hammoor 5. Jersbek 6. Nienwohld 7. Todendorf 8. Tremsbüttel | - 3. Itzstedt (Amt) seu administrativa: Itzstedt (els 6 altres municipis de l'amt fan part del districte de Segeberg) 1. Tangstedt - 4. Nordstormarn seu administrativa: Reinfeld 1. Badendorf 2. Barnitz 3. Feldhorst 4. Hamberge 5. Heidekamp 6. Heilshoop 7. Klein Wesenberg 8. Mönkhagen 9. Rehhorst 10. Wesenberg 11. Westerau 12. Zarpen | - 5. Siek (amt) 1. Braak 2. Brunsbek 3. Hoisdorf 4. Siek (seu de l'amt) 5. Stapelfeld - 6. Trittau (amt) 1. Grande 2. Grönwohld 3. Großensee 4. Hamfelde 5. Hohenfelde 6. Köthel 7. Lütjensee 8. Rausdorf 9. Trittau (seu) 10. Witzhave |